# Labassère
Labassère ist eine französische Gemeinde mit 231 Einwohnern (Stand 1. Januar 2022) im Département Hautes-Pyrénées in der Region Okzitanien (vor 2016: Midi-Pyrénées). Sie gehört zum Arrondissement Bagnères-de-Bigorre und zum Kanton La Haute-Bigorre.
Die Einwohner werden Labassèrois und Labassèroises genannt.

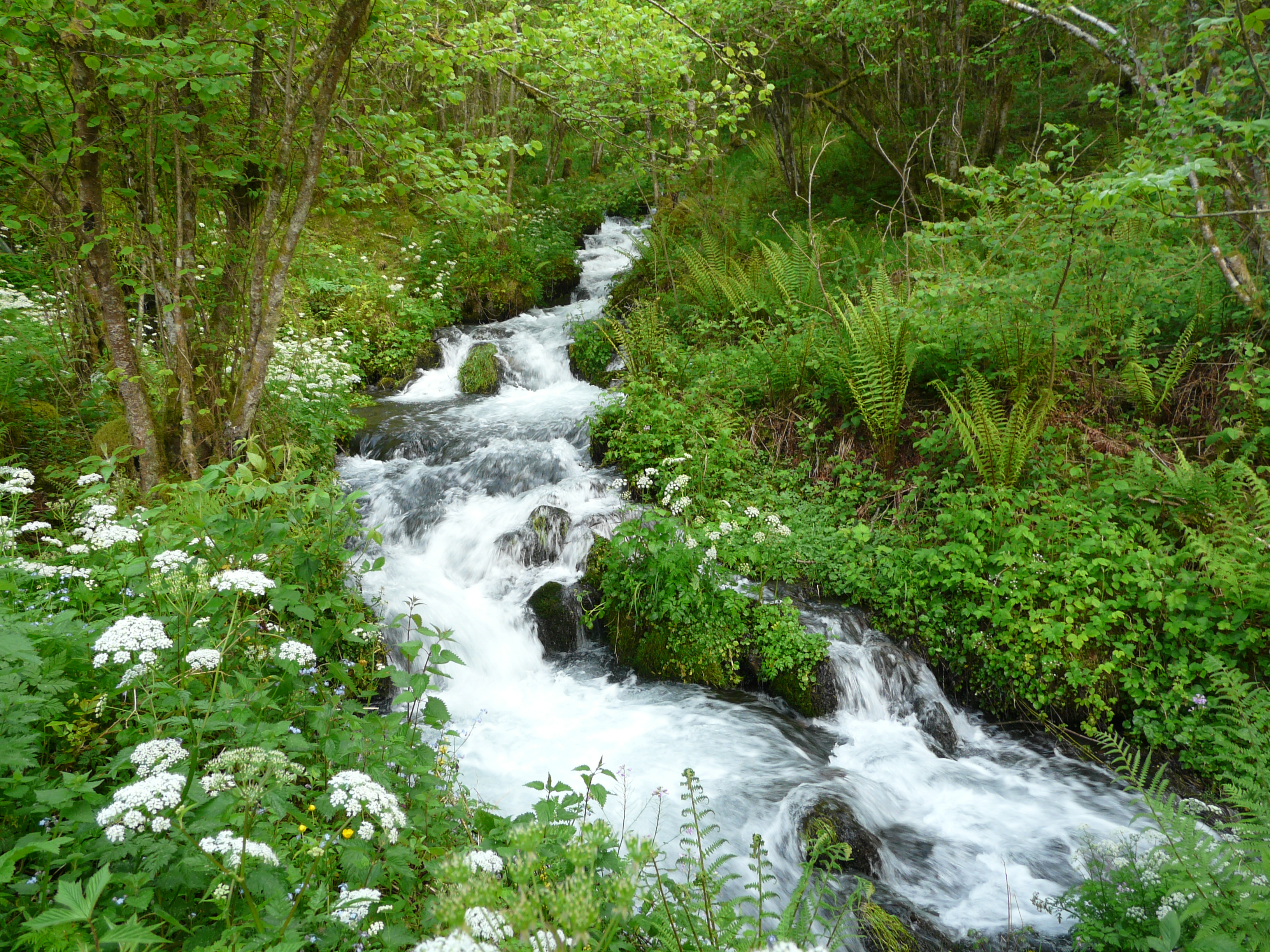
Der Oussouet in der Nähe der Quelle von Labassère

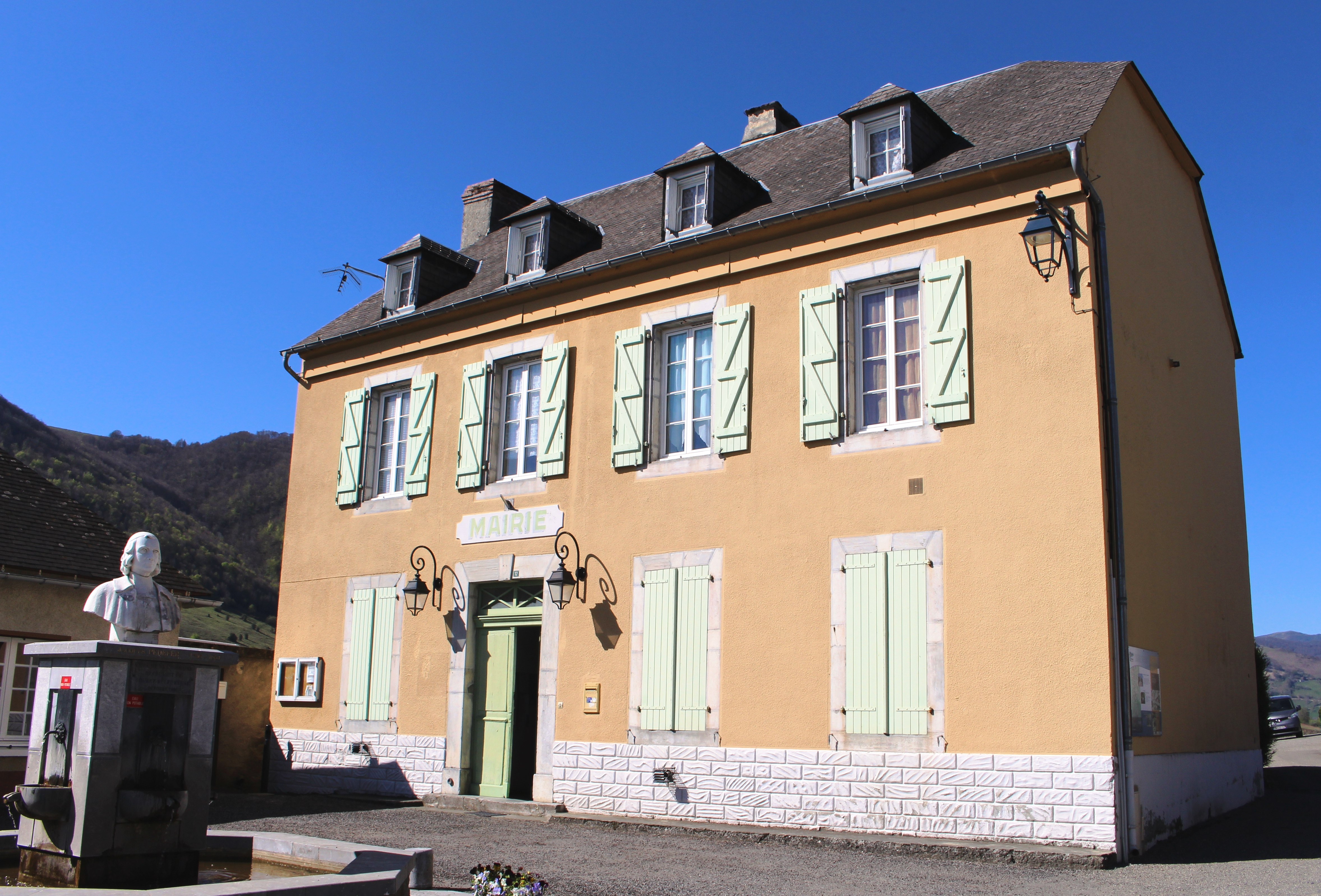
Bürgermeisteramt (Mairie) von Labassère

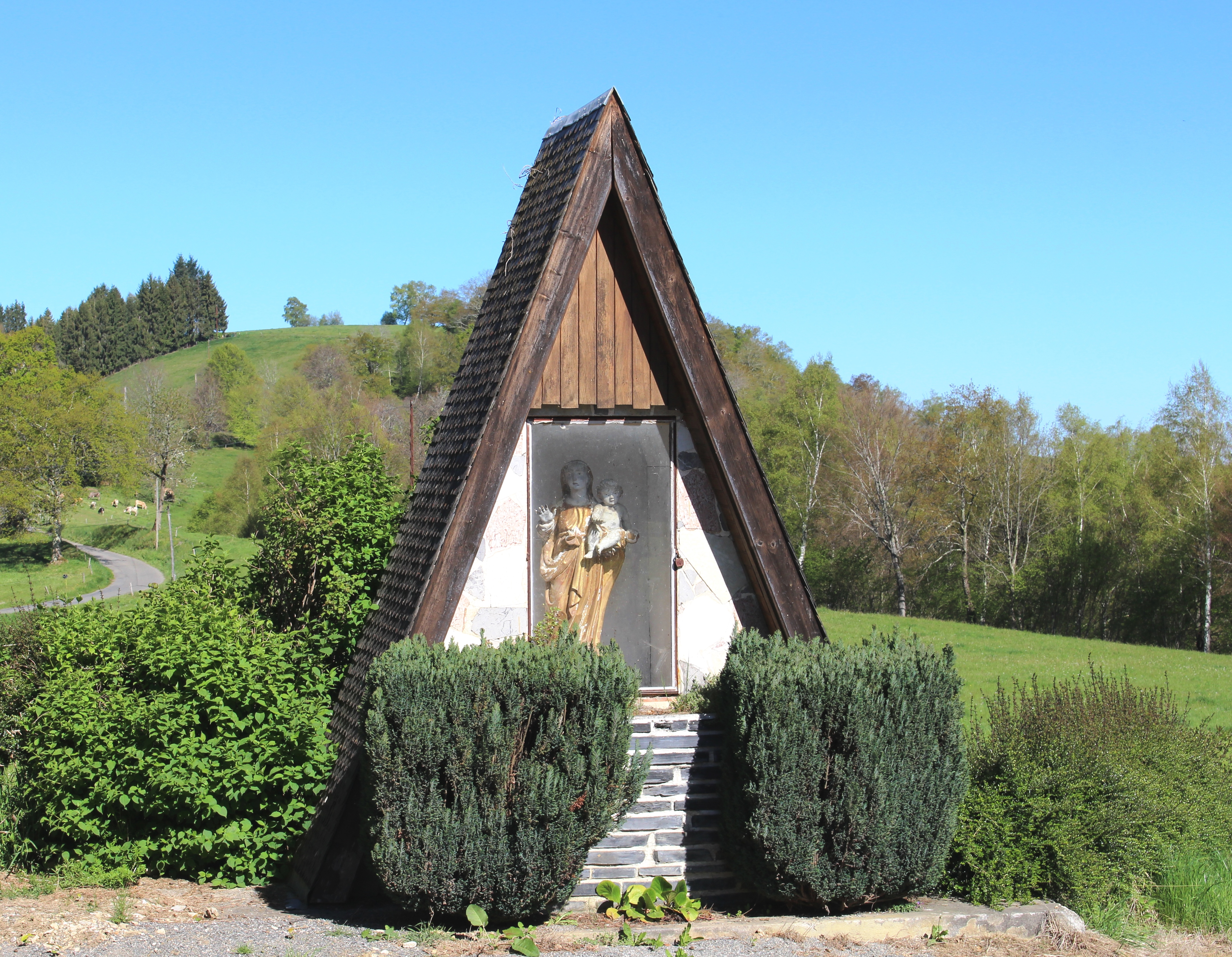
Bildstock

## Geographie
Labassère liegt circa vier Kilometer westlich von Bagnères-de-Bigorre in dessen Einzugsbereich (Aire urbaine) in der historischen Grafschaft Bigorre.
Umgeben wird Labassère von den sechs Nachbargemeinden:
| Astugue              | Trébons                                     | Pouzac              |
| Neuilh               | Kompassrose, die auf Nachbargemeinden zeigt |                     |
| Germs-sur-l’Oussouet |                                             | Bagnères-de-Bigorre |

Der höchste Punkt des Gemeindegebiets ist der Gipfel des Pic de Labassère (1169 m) an der südlichen Grenze zur Nachbargemeinde Bagnères-de-Bigorre.
Labassère liegt im Einzugsgebiet des Flusses Adour.
Der Oussouet, einer seiner Nebenflüsse, bildet die natürliche Grenze zu den westlichen Nachbargemeinden Astugue, Neuilh und Germs-sur-l’Oussouet.
Die Gailleste durchquert das Gebiet der Gemeinde im östlichen Teil zusammen mit ihrem Nebenfluss, dem Ruisseau Peyret, der in Labassère entspringt.
Ebenso entspringt der Ruisseau Marrosque in Labassère und mündet an der Grenze zur Nachbargemeinde Germs-sur-l’Oussouet in den Oussouet.

## Toponymie
Der okzitanische Name der Gemeinde heißt Labassèra. Er hat seinen Ursprung aus dem gascognischen labassèra (deutsch Schieferbruch), eine Ableitung aus labassa (deutsch Schiefer) und labasso (deutsch Steinplatte) zusammen mit dem Suffix -ariam. Die Karte von Cassini von 1750 hat bereits einen Schieferbruch eingetragen. Der Spitzname der Bewohner der Gemeinde lautet folgerichtig Eths losèrs (deutsch die Schieferbrecher).
Toponyme und Erwähnungen von Labassère waren:
- Labassere (1285 und 1312, Volkszählung des Adels im Bigorre bzw. Kopialbuch der Vicomtes von Lavedan, genannt Livre vert de Bénac),
- Labasera (1300, Erhebung im Bigorre),
- Labacere (1312, Livre vert de Bénac),
- De Basseria (1313, Steuerliste Debita regi Navarre),
- La Bassera (1326 und 1342, Livre vert de Bénac bzw. Kirchenregister von Tarbes),
- La Bascere (1384, Livre vert de Bénac),
- La Bassera (1429, Zensusliste der Grafschaft Bigorre),
- Labassere (1750 und 1793, Karte von Cassini bzw. Notice Communale),
- La Bassère (1801, Bulletin des lois).[4][5][6]

## Einwohnerentwicklung
Nach Beginn der Aufzeichnungen stieg die Einwohnerzahl bis Beginn des 20. Jahrhunderts auf einen Höchststand von rund 790. In der Folgezeit sank die Größe der Gemeinde bei kurzen Erholungsphasen bis zu den 1990er Jahren auf rund 220 Einwohner, bevor eine relativ kurze Wachstumsphase bis zur ersten Dekade des 21. Jahrhunderts einsetzte, und die Zahl der Einwohner seitdem wieder rückläufig ist.
| Jahr      | 1962 | 1968 | 1975 | 1982 | 1990 | 1999 | 2006 | 2011 | 2022 |
| --------- | ---- | ---- | ---- | ---- | ---- | ---- | ---- | ---- | ---- |
| Einwohner | 396  | 331  | 241  | 220  | 218  | 235  | 258  | 255  | 231  |

## Sehenswürdigkeiten
- Pfarrkirche Saint-Martin. Die im gotischen Stil gehaltene Kirche wurde 1898 neu errichtet, da der Vorgängerbau angesichts der wachsenden Gemeinde zu klein geworden war.[8]

- Donjon de Labassère, Überrest eines Bergfrieds einer früheren Burg, der einst als optische Telegrafenstation genutzt wurde.

- Schwefelhaltige Quelle von Labassère, entdeckt im Jahre 1800 durch den Pfarrer Pédefer.

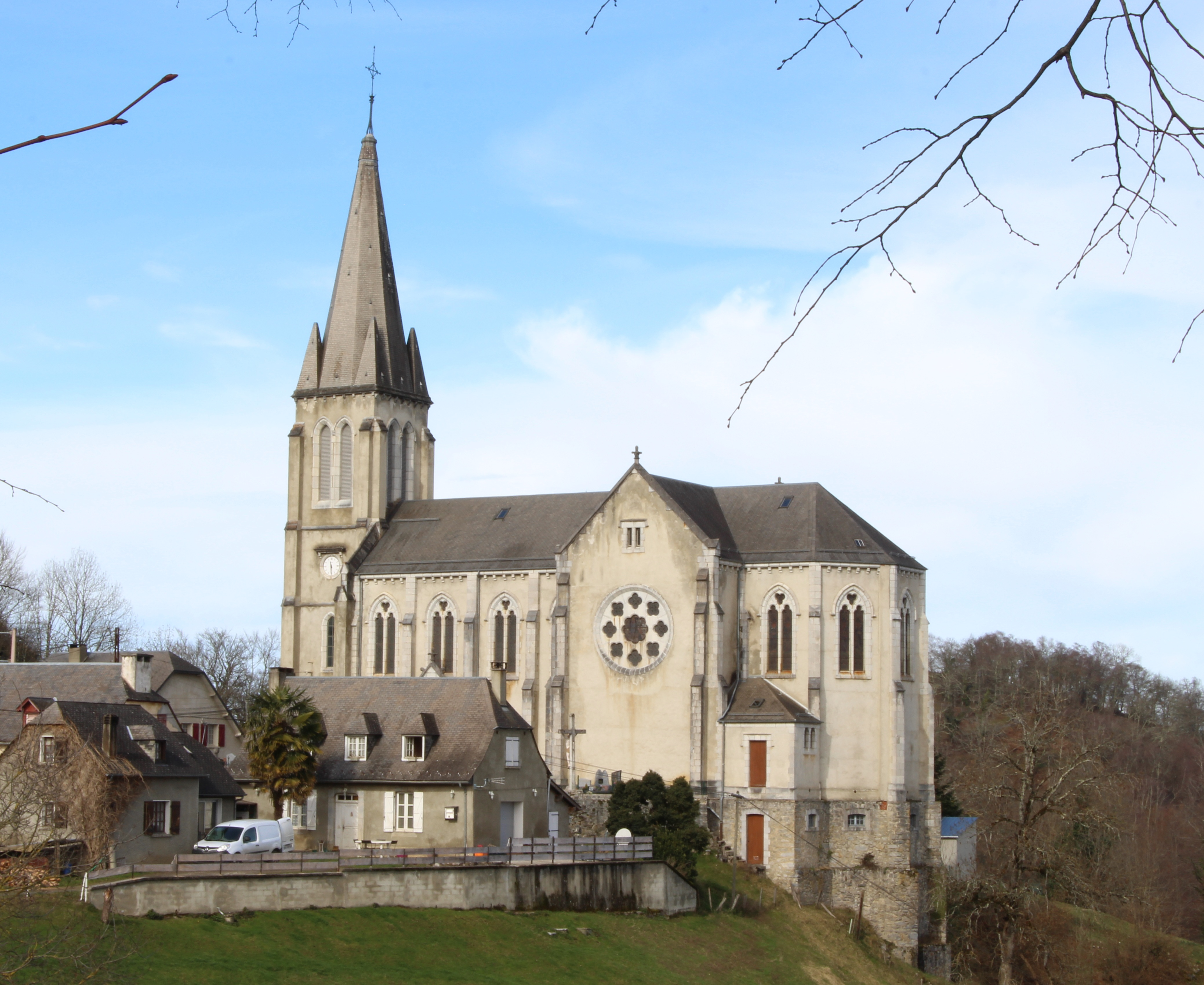
Pfarrkirche Saint-Martin
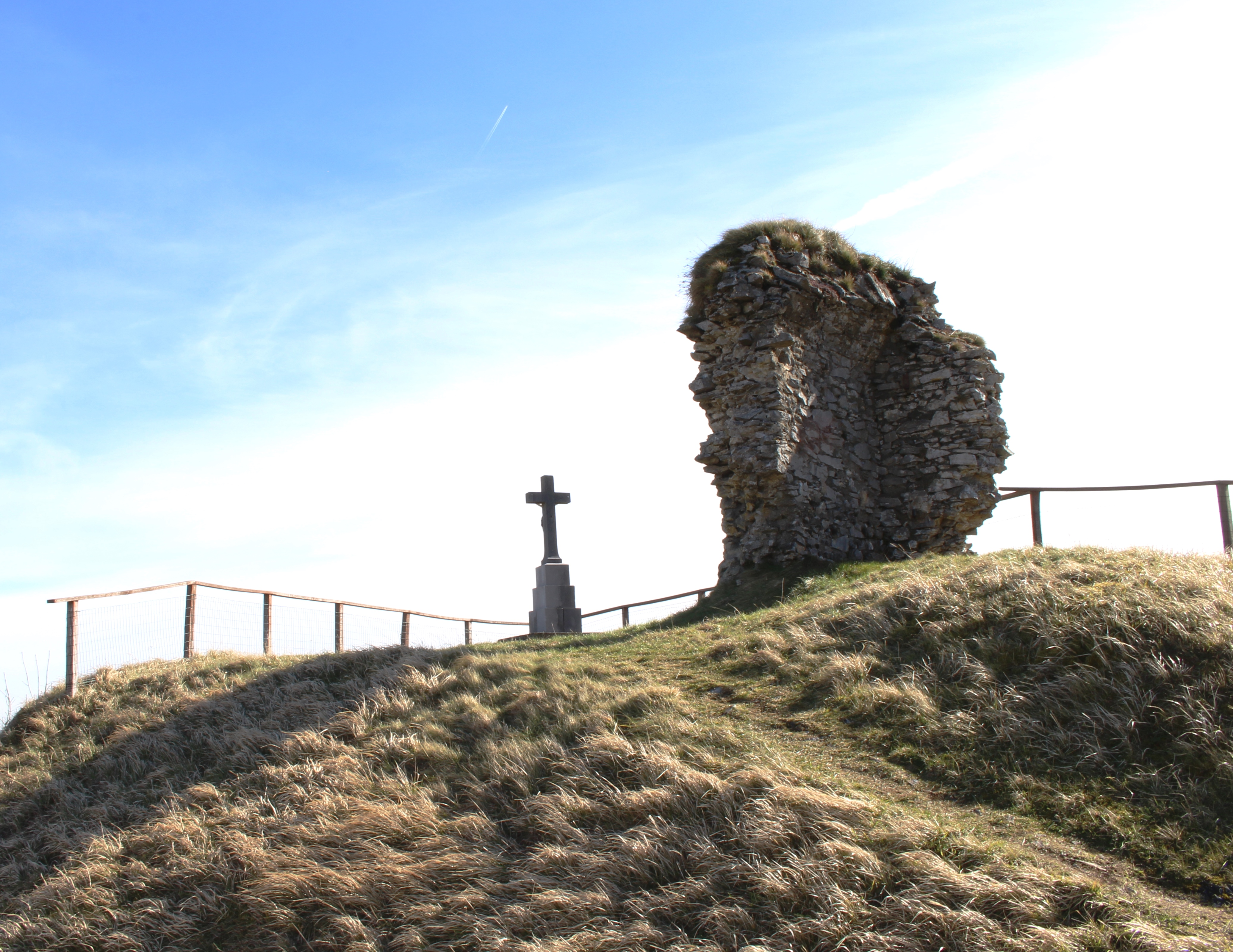
Donjon de Labassère

## Wirtschaft und Infrastruktur
Labassère liegt in den Zonen AOC der Schweinerasse Porc noir de Bigorre und des Schinkens Jambon noir de Bigorre.

### Verkehr
Labassère ist erreichbar über die Route départementale 88 und über lokale Straßen, die von der Route départementale 18 abzweigen.

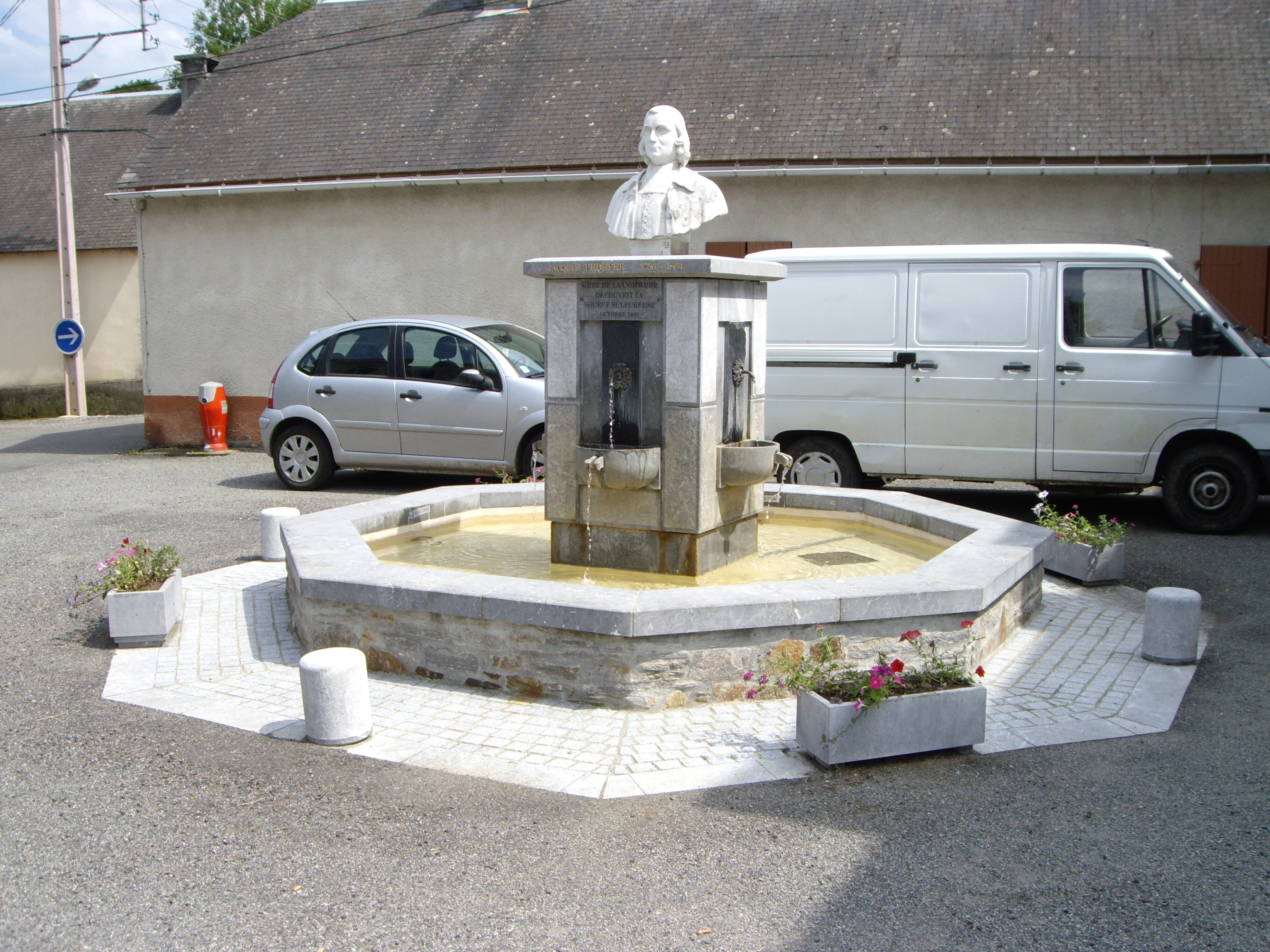
Büste des Pfarrers Pédefer

## Persönlichkeiten
- Pfarrer Jacques Pédefer entdeckte beim Besuch seiner neuen Gemeinde die Quelle anhand ihres Schwefelgeruchs. Analysen ergaben einen hohen Schwefelgehalt des Wassers, das in der Folge zur Therapie bei Bronchienleiden und Tuberkulose eingesetzt wurde. Das Wasser wurde in Flaschen abgefüllt, mithilfe von Maultieren nach Bagnères-de-Bigorre transportiert und dort verkauft. Dieser Betrieb wurde 1991 eingestellt.[11]

- Alphonse Grasset, geboren am 17. Oktober 1873 in Labassère, gestorben am 20. November 1952 in Bagnères-de-Bigorre, war Militär und Verfasser militärischer Schriften.[12]